# 純義縣
純義縣，隋代設置的縣。當在今河南信陽市區附近。
隋，開皇十八年改義興縣為純義縣，大業初州縣並廢入城陽縣。